# Alanna
Alanna er hovedpersonen i Tamora Pierces serie, Løvindens Sang.
Hun er landet Tortalls første kvindelige ridder i flere århundreder, og skjuler derfor, at hun er en pige, til hun har fået sine riddersporer. Hun har ildrødt hår, violette øjne, og et voldsomt temperament. Desuden har hun magiske kræfter.
Alannas mand er baron Gergri Gatto, eller i den engelske udgave, George Cooper, og sammen har de tre børn, Thom, Alan og Alianne. Alanna havde engang en tvillingebror, der også hed Thom, men han døde i den sidste bog.